# Novemberkåsan
Der Novemberkåsan (deutsch: Novembertasse) ist einer der ältesten und größten Motorradwettkämpfe in Schweden. Die Wettfahrt findet seit 1915 statt, nur während des Zweiten Weltkriegs sowie bei der Rechtsverkehrumstellung im Jahr 1967 wurde der Wettbewerb ausgesetzt. 1995 konnte der Wettkampf aufgrund eines Schneesturms nicht stattfinden und wurde auf Dezember verschoben. Über die Jahre entwickelte sich die Zuverlässigkeitsfahrt mit Tages- und Nachtprüfung zu einem extremen Endurowettkampf. Die Gesamtdistanz betrug in den 1930er Jahren rund 700 km, gegenwärtig sind es rund 300 km.
Der Sieger wird jährlich ermittelt, doch der Pokal wird dem Fahrer erst nach dem dritten Sieg überreicht. Bislang wurden zwölf Pokale an zehn Fahrer verliehen, Gunnar Kalén (1928 und 1933) und Svenerik Jönsson (1985 und 1991) sind die Fahrer, die zweimal die Trophäe erlangten.